# Vladimír Válek
Pour les articles homonymes, voir Válek.
Vladimír Válek, né le 2 septembre 1935 à Nový Jičín (Tchécoslovaquie) et mort le 16 février 2025, est un chef d'orchestre tchécoslovaque puis tchèque.
De 2004 à 2007, il est chef principal de l'Orchestre philharmonique slovaque.